# Itacaré
Itacaré é um município brasileiro do litoral do estado da Bahia.

## Topônimo
O topônimo "Itacaré" se originou do tupi antigo: significa "jacaré de pedra", através da junção dos termos itá (pedra) e îakaré (jacaré).

## História
Por volta do ano 1000, a região foi invadida pelos tupis, que expulsaram os antigos habitantes, falantes de línguas do tronco linguístico macro-jê, para o interior do continente. No século XVI, quando os primeiros europeus chegaram à região, ela estava ocupada pela etnia tupi dos tupiniquins. No século XVI, o jesuíta Luís da Grã fundou uma capela dedicada a são Miguel. O jesuíta, então, batizou a povoação ao redor da capela como "São Miguel da Barra do Rio de Contas", juntamente com o município de Ubaitaba, que chamava-se Itapira, sede do município de São Miguel da Barra do Rio de Contas.
A povoação foi elevada a sede de município em 1732 e Ubaitaba (até então denominada Itapira), tornou-se seu distrito, por obra de dona Maria Athaíde e Castro, a condessa do Resende, donatária da capitania de Ilhéus. O município passou a ter a sua designação atual somente em 1931.
Itacaré e Ubaitaba foram desmembradas pelo decreto nº 8567 de 27 de julho de 1933.
Alguns eventos estatisticamente improváveis fizeram, de Itacaré, um lugar especial e com alto grau de preservação:
- tem uma formação geológica única no Nordeste brasileiro, com uma faixa costeira dotada de solo fértil e falésias rochosas, e por isso a Mata Atlântica avança até o mar.
- a cultura agrícola predominante foi o cacau em sistema de cabruca (um sistema ecológico de cultivo agroflorestal), que precisa da sombra da Mata Atlântica para ser plantado, ao contrário da cana-de-açúcar e do café, em que seria necessário devastar toda a mata.
- o município cresceu muito entre 1890 e 1940 graças ao cacau, mas, nos anos 1940, o porto da cidade assoreou e o lugar ficou isolado, visto que as estradas eram muito ruins. Esse isolamento dificultou o crescimento até a construção da Estrada Parque da Serra Ilhéus-Itacaré em 1998, a primeira estrada realmente ecológica do país.[11]

## Demografia

### População
Segundo o Censo 2022 do Instituto Brasileiro de Geografia e Estatística (IBGE), a população do município de Itacaré foi de 27 704 habitantes. Já de acordo com a estimativa de 2024 do instituto, a população foi de 29 337 habitantes.

## Economia
A principal fonte de economia da cidade é o ecoturismo, que responde por mais de 90% do seu produto interno bruto (PIB). Os principais segmentos turísticos trabalhados são ecoturismo, sol e praia, turismo de aventura e esportivo.

## Esporte
A Praia da Tiririca já foi sede da etapa brasileira da Liga Mundial de Surfe. Ocorreu em 2013 e 2015 e retornou entre 2017 e 2019.